# Martha Mitchell
Martha Elizabeth Beall Mitchell (ur. 2 września 1918 w Pine Bluff, zm. 31 maja 1976 w Nowym Jorku) – amerykańska osobowość publiczna, ważna postać związana z aferą Watergate.

## Życiorys
Urodziła się 2 września 1918 r. w Pine Bluff w stanie Arkansas. Jej ojciec George V. Beall był sprzedawcą bawełny, a matka Arie Elizabeth Ferguson Beall przez 50 lat pracowała jako nauczycielka przemówień i dramatu. Mitchell ukończyła Pine Bluff High School w 1937 r., po czym uczęszczała do Stephens College w Columbia i University of Arkansas w Fayetteville. Następnie uzyskała licencjat z historii na Uniwersytecie Miami. Po studiach pracowała jako nauczycielka w Mobile, ale po roku porzuciła tę pracę i wróciła do rodzinnego Pine Bluff, gdzie w 1945 r. podjęła pracę jako sekretarka. Wkrótce została służbowo przeniesiona do Waszyngtonu. W 1946 r. poślubiła Clyde’a Jaya Jenningsa, z którym miała syna Clyde’a Jaya, i przeniosła się do Rye.
Z pierwszym mężem rozstała się w 1956 r., a rozwiodła 1 sierpnia 1957 r. Już 30 grudnia 1957 roku wzięła ślub ze swoim drugim mężem, Johnem N. Mitchellem. Zamieszkała na Manhattanie, gdzie ten pracował jako prawnik. Podczas fuzji z jedną z kancelarii jej mąż poznał prawnika z tejże kancelarii, Richarda Nixona. Jej mąż kierował udaną kampanią prezydencką Richarda Nixona w 1968 r. i kiedy w 1968 r. Nixon został prezydentem Stanów Zjednoczonych, mianował Mitchella prokuratorem generalnym. Mitchellowie zamieszkali w waszyngtońskim kompleksie Watergate. Od czasu, gdy jej mąż został osobą publiczną, Mitchell zaczęła często kontaktować się z mediami. Dzieliła się swoimi poglądami na wszystkie kwestie, od wojny w Wietnamie, przez autobusy szkolne po nominacje do Sądu Najwyższego. Swoją szczerością i otwartą krytyką wojny w Wietnamie zyskała sympatię oraz popularność. Lubiła też przekazywać ulubionym dziennikarzom polityczne plotki lub informacje, które usłyszała w rozmowach męża lub znalazła w jego dokumentach.
W 1971 r. wywołała skandal, gdy odmówiła ukłonienia się królowej Elżbiecie II. Podczas walki o nominację wiceprezydencką Partii Republikańskiej w 1972 r. zdobyła 1 głos. W 1972 r. jej mąż został szefem Komitetu ds. Reelekcji Prezydenta, a ona sama pracowała w Komitecie.
W tym czasie Martha Mitchell zaczęła informować media, że administracja Nixona stosuje nieetyczne działania, by wygrać wybory. Kiedy jej mąż dowiedział się o próbie zainstalowania podsłuchów w siedzibie Partii Demokratycznej w Watergate i publicznie zaprzeczył, by Komitet ds. Reelekcji Prezydenta był powiązany z tą akcją, Martha Mitchell zadzwoniła do reporterki Helen Thomas z United Press International, informując ją, że ma zamiar opuścić męża, do czasu aż ten nie zrezygnuje z angażowania się w działalność Komitetu. Rozmowa została nagle przerwana, a reporterka nie mogła dodzwonić się do Mitchell, by kontynuować rozmowę. Po czasie Mitchell przyznała, że kabel telefoniczny został uszkodzony przez agenta FBI pracującego bezpośrednio dla prezydenta, a ona sama była przez tydzień przetrzymywana w hotelu wbrew woli i parokrotnie próbowała uciec.
Mitchell jako pierwsza publicznie powiązała prezydenta z aferą Watergate. Administracja Nixona podjęła wysiłki, by ją zdyskredytować, m.in. upubliczniając informacje o problemach alkoholowych i leczeniu psychiatrycznym w szpitalu w Connecticut. W 1977 r., już po aferze i ustąpieniu z urzędu, Nixon przyznał w rozmowie z dziennikarzem Davidem Frostem, że gdyby nie Martha Mitchell, nie byłoby afery Watergate.
Mitchell nie odwołała swoich oskarżeń i w maju 1973 r. powtórzyła je pod przysięgą w związku z pozwem cywilnym Partii Demokratycznej przeciwko Komitetowi ds. Reelekcji Prezydenta. Skutkiem konfliktu z mężem był także rozpad jej małżeństwa – mąż nagle wyprowadził się z ich córką i zostawił Marthę Elizabeth we wrześniu 1973 r., nie udzielając jej żadnego wsparcia finansowego. Po aferze Watergate i rozstaniu z mężem podjęła pracę jako gospodyni programu telewizyjnego.
Martha Mitchell zmarła 31 maja 1976 r. w Nowym Jorku na białaczkę. Dwa lata wcześniej zdiagnozowano u niej szpiczaka mnogiego. Pogrzeb odbył się w kościele w Pine Bluff. Wśród wieńców w kościele znalazł się jeden wieniec z białych chryzantem z napisem Martha miała rację – nie udało się ustalić, kto je przysłał. Została pochowana na cmentarzu Bellwood w Pine Bluff.
Dawny dom jej dziadków ze strony matki został zaadaptowany na muzeum Marthy Beall Mitchell i w styczniu 1978 r. umieszczony w krajowym rejestrze miejsc o znaczeniu historycznym. W drugą rocznicę jej śmierci odcinek autostrady US 65, który przebiegał przez Pine Bluff, został przemianowany na Martha Mitchell Expressway. W piątą rocznicę jej śmierci jej popiersie zostało odsłonięte na terenie Civic Center między ulicami East 10th i 11th. Serial telewizyjny Gaslit o aferze Watergate, ale skupiający się na jej postaci (z rolą Julii Roberts), miał swoją premierę w kwietniu 2022 r. w telewizji Starz. W czerwcu 2022 r. Netflix opublikował film dokumentalny Efekt Marthy Mitchell, który został nominowany w 2023 r. do Oscara w kategorii najlepszy krótkometrażowy film dokumentalny.